# Krao Farini
Krao Farini (1876 – 16 de abril de 1926) fue una mujer estadounidense de origen asiático, afectada de hipertricosis, que se exhibió por América y Europa a finales del siglo XIX. Fue adoptada por Guillermo Antonio Farini.

## Orígenes
Los primeros informes indican que habría nacido en una provincia del norte de Siam en la frontera con Laos.  Como sucede con las biografías de muchos fenómenos de feria, se desconoce cuánto de sus primeros años es real y cuánto ficticio.
En enero de 1881, Krao y sus padres habrían sido capturados por una expedición conducida por el explorador Carl Bock en lo que ahora es la frontera norte entre Laos y Tailandia. Un antropólogo, Dr. George Shelly, era parte de la expedición y tomó a Krao a su cargo. Era descrita como parte de una tribu primitiva de humanos simiescos cubiertos de vello y arborícolas. Sus padres también fueron capturados. Bock y Shelley habrían tenido que sobornar a las autoridades siamesas debido a la creencia de que traía mala suerte matar o capturar a los hombres mono. La madre de Krao habría quedado detenida en Bangkok y su padre murió de cólera. Desconocían el fuego y sobrevivían a base de frutas, peces crudos y frutos secos. Su nombre, Krao, significaría "simio" en siamés. Además de la vellosidad, tendría otras cualidades anatómicas extrañas como varias vértebras de más, un par de costillas extra, mejillas con abazones, hiperflexibilidad y ausencia de cartílago en orejas y nariz.
Otra versión de su origen la dio George G. Shelly. Reclamó que aproximadamente en 1874 Carl Bock viajaba por Birmania en compañía de Guillermo Antonio Farini a la búsqueda de personas inusualmente altas. En la corte del rey de Birmania, vieron a los nietos de un pareja peluda que había sido anteriormente encontrada por exploradores europeos en la corte del rey de Laos. Ofrecieron al rey de Birmania $100,000 por ellos, pero los rechazó. Entonces en 1882, el Dr. Shelly y Bock iniciaron varias expediciones por el Sudeste asiático buscando personas peludas. De  Singapur  pasaron al Distrito Rembau en Malasia a la búsqueda de una supuesta tribu simiesca llamada "Jaccoons". Sin éxito en Malasia, continuaron hasta Rangún y después Bangkok. Allí contrataron una escolta, veinte elefantes, y cartas de presentación para el rey de Laos. Cuatro meses más tarde lograron alcanzar la capital laosiana, llamada según Shelly "Kjang-Kjang". El rey de Laos les proporcionó una escolta militar para visitar las ciénagas profundas del interior del país. Allí capturaron a Krao y sus padres. Regresaron ante el rey de Laos quién rechazó que la madre de Krao dejara el país. La expedición al completo contrajo cólera en Chiang Mai y allí murió de ella el padre de Krao.
Otra versión posterior, la de Guillermo Antonio Farini, indica que él supo de la existencia de personas como Krao después de una conversación con el naturalista Francis Trevelyan Buckland sobre tales personas, que eran mantenidas en la corte de los reyes de Birmania. Farini se comprometió a adquirir para la Reina Victoria algunas personas Krao de la corte birmana. El soberano se negó a dejarlas partir debido a la creencia de que su reinado llegaría a su fin si las personas Krao dejaban el país. El padre de Krao, llamado Schua Mayong, su esposa e hija habían sido ofrecidos al rey de Birmania como regalo por el rey de Laos. Farini entonces organizó una expedición, dirigida por Carl Bock, para encontrar personas Krao. Encontró treinta a cuarenta de ellos, pero no fue capaz de capturar ninguno. Bock regresó a la corte del rey de Birmania, quién finalmente dejó a Bock llevarse a Krao y su padre. La expedición entera enfermó de cólera en Chiang Mai y el padre murió allí. Seis semanas después de recuperarse, la expedición alcanzó Bangkok. El rey de Siam intentó impedir que Bock se llevara a Krao a Europa. El príncipe Kronoiar intervino a favor de  Bock a condición de que trabajara para él más tarde. Bock estuvo conforme dándole la niña a Farini con la promesa de que la adoptara.

## Carrera
Lo único comprobado es que Krao, Shelly, y Bock llegaron a Londres en octubre de 1882. En 1883, Krao empezó a ser exhibida por Europa como un ejemplo de eslabón perdido y prueba viviente de la teoría de la evolución de Charles Darwin. La niña aprendió a hablar alemán y algo de inglés. Fue exhibida por Guillermo Antonio Farini en el Acuario Real en Westminster. En noviembre de 1884, llegaron a Filadelfia y estuvieron ocho o nueve años de gira por EE. UU., permaneciendo bajo el cuidado del Dr. George Shelly durante ese tiempo.
En 1899, Krao hizo una visita a las islas británicas exhibiéndose en Cardiff y Edimburgo.
Después de viajar con el circo Ringling Brothers, vivió los últimos años de su vida en Brooklyn en el 309 de la Decimonovena Calle del Este. Cuando no se mostraba al público, llevaba un sombrero con velo. Murió de gripe el 16 de abril de 1926 en su casa de Manhattan. Tal vez recordando lo sucedido con Julia Pastrana, ordenó que su cuerpo fuera incinerado para evitar su posible exhibición posterior.